# Ratschendorf
Ratschendorf  är en ort i  kommunen Deutsch Goritz i Österrike. Den ligger i distriktet Südoststeiermark i förbundslandet Steiermark.
Ratschendorf var tidigare en självständig kommun, men blev den 1 januari 2015 en del av kommunen Deutsch Goritz.